# زكي وليدي طوقان
زكي وليدي طوقان ولد بتاريخ 1890- وتوفي في إسطنبول بتاريخ 1970
مؤرخ كبير مختص بتاريخ الترك، ومفكر ذو ايديولوجية قومية تركية، وقائد للثورة البشكيرية والحركة الليبرالية.

## ولادته
ولد في Koedhoen وهي قرية من منطقة سترليتاماك في باشكورستان.
من عام 1912 وحتى 1915 قام وليدي طوكان بالتدريس في مدرسة في قازان.
ومن عام 1915وحتى 1917 كان عضواً في منظمة لدعم المسلمين ونائباً في مجلس الولاية.
في عام 1917 انتخب إلى مجلس الوطني القومي، ومع ش ماناتوف Ş. Manatov تم تنظيم مجلس شورى بشكيرستان (مجلس الشورى في أورنبورغ Orenburg)
في تشرين الثاني وكانون الأول 1917 حيث كان زكي وليدي رئيس المجلس صرح باستقلال باشكورستان.
في 1918 و 1919 قامت جماعات زكي وليدي بالحرب تحت قيادة آتامان ألكسندر دوتوف Ataman Alexander Dutov ثم تحت قيادة الأدميرال Kolchak ضد القوى البلشفية.
بعد تشكيل الجمهورية الاشتراكية الإتحادية السوفيتية الروسية (RSFSR) وُعد باستقلال باشكورستان، فقلب زكي وليدي الولاء مقاتلاً مع البلاشفة.
من شباط 1919 وحتى كانون الأول 1920 كان رئيس مجلس ثورة باشكيريا Bashrevkom، وبشعوره أن البلاشفة قد أخلفوا وعودهم، تحرر من كذبهم وانتقل إلى آسيا الوسطى.
في تركستان أصبح قائداً لحركة القومية الليبرالية، وسميت حركة معاداة السوفيت بـ بصمجي حركت Basmachi Movement (وهي انتفاضة تركية كبيرة ضد الروس) باكسوي 1992 (Paksoy 1992).
من 1920 إلى 1923 استلم رئيس الاتحاد القومي لتركستان.
1923 هاجر بعد اكتشاف المخطوطات الأصلية لأحمد بن فضلان في إيران.
من عام 1925 عاش وليدي في تركيا وأصبح مدرساً وأستاذ دكتور في جامعة استنبول. وحصل على دكتوراه دولة في 1935، وأصبح برفيسوراً في جامعة Bonn ما بين 1935 و 1937 وجامعة Göttingen 1938-1939.
في 1953 أصبح زكي وليدي المنظم لمعهد الدراسات الإسلامية في العالم في جامعة استنبول.
في 1967 حصل على دكتوراه شرفية من جامعة مانشستر University of Manchester.
ساهم زكي وليدي في موسوعة الشعوب التركية Encyclopedia of Turkic Peoples، وكانت مقالاته عن الثقافة واللغة والتاريخ للشعوب التركية، وترجمت إلى لغات عديدة 